# Sei schön und halt den Mund
Sei schön und halt den Mund (Originaltitel: Sois belle et tais-toi) ist eine französische Gangster- und Polizeifilmkomödie aus den Jahren 1957/58 von Marc Allégret mit Mylène Demongeot und Henri Vidal in den Hauptrollen. In den Nebenrollen zweier Klein- und Jungganoven sind die Nachwuchsmimen Jean-Paul Belmondo und Alain Delon zu sehen.

## Handlung
Die blonde Virginie ist 18 Jahre jung und bereits ein ziemliches Luder, das von seiner Wirkung auf Männer weiß. Das freiheitsliebende Mädchen hat die Nase voll von der Fürsorgeanstalt, in die man sie als Minderjährige gesteckt hatte und ist mal wieder ausgebüchst, um in einem Zirkus ein neues und vor allem aufregenderes Zuhause zu finden. Nachdem man sie wieder eingefangen und ins Heim zurückgebracht hat, beschließen Virginie und ihre „Heimschwester“ Olga den endgültigen Ausbruch. Olgas Freund, der Kleinganove Loulou, soll beiden dabei helfen. Die Flucht gelingt, doch ahnt Loulou nicht, dass eben selbiges Fahrzeug, mit dem er die beiden Mädels „befreit“ hat, kurz zuvor von seinem Gangsterboss Raphaël für einen Coup, einen Raubüberfall in einem Juweliergeschäft an der Pariser Place Vendôme, benutzt wurde und die Polizei ihm bereits auf den Fersen ist. Virginie lässt ihre beiden Begleitpersonen aussteigen und setzt sich hinter das Steuer, um die den Wagen bereits suchende Polizeimeute abzulenken.
Es kommt zu einer wilden Verfolgungsjagd, bei der Virginie schließlich gestellt wird. Sie wird ins Kommissariat gebracht, wo sie auf Inspektor Jean Morel trifft. Um ihr Vertrauen zu gewinnen, tut Morel so, als sei er ebenfalls gerade verhaftet worden und somit auf ihrer Seite. Morel ermittelt in Sachen Juwelenraub und kann nicht glauben, dass das blonde „Unschuldslämmchen“, das vor ihm sitzt, in diesen Fall verwickelt ist. Als vermeintlicher Ganove verhilft er Virginie zur Flucht und bringt sie erst einmal in einem Wachsfigurenkabinett unter. Als der Nachtwächter die beiden jedoch entdeckt und die Polizei rufen will, weist sich Inspektor Morel als Vertreter eben dieser Behörde aus. Virginie ist erst einmal sauer, da sie sich belogen und betrogen fühlt. Doch Morel und Virginie haben sich rasch ineinander verliebt, und um sie aus der Schusslinie zu bringen, schlägt Morel die vollkommen überraschte Virginie vor, sie kurzerhand zu heiraten.
Obwohl sie Jeans Heiratsantrag annimmt, hat Virginie noch immer kriminelle Flausen im Kopf und will den Kontakt zu ihren Gangsterfreunden nicht abreißen lassen. Sie geht zu deren Treffpunkt, einem Café, und stößt zunächst auf Misstrauen, da man von ihrem zukünftigen „Flic“-Gatten weiß. Loulou will sogar die Hochzeitsfotos schießen und im übrigen Virginies Kontakte zur Polizei für die Umtriebe seiner Gangsterfreunde und seinem Chef Raphaël nutzen. Was keiner von den Polizisten (und auch Loulou) weiß: Ausgerechnet in Loulous Fotokamera sind die unlängst geraubten Diamanten versteckt, und die sollen am kommenden Tag in die Schweiz geschmuggelt werden. Der Boss hinter dem Boss Raphaël, der sich wenig bescheiden Charlemagne (Karl der Große) nennt, hat mit seinem Subalternen wegen der inzwischen vermissten Edelsteine Zoff bekommen und den für den Verlust verantwortlich gemachten Raphaël auf einem Rummelplatz erschossen. Jean Morel kommt bald dahinter, dass seine ihm frisch Angetraute möglicherweise ein doppeltes Spiel spielt. Virginie, die als Letzte Raphaël lebend gesehen hatte, ist anschließend sofort in die Wohnung des Ermordeten gehuscht, um etwaige Spuren, die auf sie weisen könnten, zu verwischen.
Da Charlemagne von der Fotokamera als Versteck weiß und der Apparat ausgerechnet bei Virginies Hochzeit zum Einsatz kam, nimmt er an, dass Virginie erstens von der Kamera als Diamantenversteck und zweitens vom Verbleib des Fotoapparats weiß. Er gibt sich ihr gegenüber als Raphaëls Anwalt aus und fordert die Kamera zurück. Virginie ahnt nichts von dem Versteck der Edelsteine und entwendet ziemlich arglos den Fotoapparat, den sie im Büro der Kripo liegen sieht. Jean Morel hat jedoch nur darauf gewartet und seiner Frau eine Falle gestellt. Er lässt sie mit dem Gerät entkommen und verfolgt sie, in der Hoffnung, dass Virginie ihn zum eigentlichen Chef der Räuberbande führt. Bei Charlemagne angekommen, muss der Gangsterboss feststellen, dass Virginie ihn offensichtlich betuppen will, denn statt der Diamanten finden sich in der Kamera nur noch wertlose Glassteine an! Der Boss verschleppt daraufhin Virginie und will sie mittels Folter zum Reden über den Verbleib der Preziosen bringen. Auch ihre Freundin Olga wird hier gefangen gehalten. Jetzt endlich greift Inspektor Morel zu, kann den Gangster überwältigen und seine Frau aus dessen Hand befreien. Ehe sich Virginie gegenüber ihrem Gatten erklären kann, nimmt dieser sie in den Arm und befiehlt ebenso gönner- wie machohaft: “Sei schön und halt den Mund!”

## Produktionsnotizen
Sei schön und halt den Mund entstand zwischen dem 9. Dezember 1957 und dem 22. Februar 1958 und wurde am 7. Mai 1958 uraufgeführt, die Deutschland-Premiere fand am 20. Februar 1959 statt.
Alexandre Trauner und Auguste Capelier gestalteten die Filmbauten, Marc Doelnitz entwarf die Kostüme. Roger Vadim war an der Adaption des Drehbuchs beteiligt.

## Wissenswertes
- Filmhistorisch von Bedeutung ist dieser Film deshalb, weil es hier zum ersten gemeinsamen Auftritt der beiden Topstars des französischen Films der 1960er bis 1980er Jahre, Jean-Paul Belmondo und Alain Delon, kam.

- Die Rolle der blonden Verführerin Virginie war ursprünglich Brigitte Bardot, mit der Allégret im Vorjahr bereits den Kassenschlager Das Gänseblümchen wird entblättert gedreht hatte, zugedacht worden. Die aber zeigte kein Interesse an dem Stoff. Die Rolle ging daher an Mylène Demongeot, die „mit genau einstudierten Pin-Up-Posen als Konkurrenz zu Brigitte Bardot aufgebaut werden sollte“[1].

## Synchronisation
| Rolle                          | Darsteller       | Synchronsprecher    |
| ------------------------------ | ---------------- | ------------------- |
| Virginie Dumayet               | Mylène Demongeot | Margot Leonard      |
| Inspektor Jean Morel           | Henri Vidal      | Reinhard Glemnitz   |
| Inspektor Jérôme               | Darry Cowl       | Alwin Joachim Meyer |
| Charlemagne (“Karl der Große”) | Roger Hanin      | Alf Marholm         |
| Inspektor Gotterat             | Robert Dalban    | Klaus W. Krause     |

Hermann Siemek führte die Dialogregie nach einem Buch von Paula Lepa.

## Kritiken
Der Film stieß auf nur mäßige Resonanz, nachfolgend zwei Beispiele:
Im Lexikon des Internationalen Films heißt es: „Teils als amüsante Kriminalkomödie, teils als düsterer Reißer konzipiert, bietet der Film passable Unterhaltung.“
Auf choices.de heißt es kurz: „Mäßig spannendes Kriminalamelodram.“